# Yeghia Dndesian

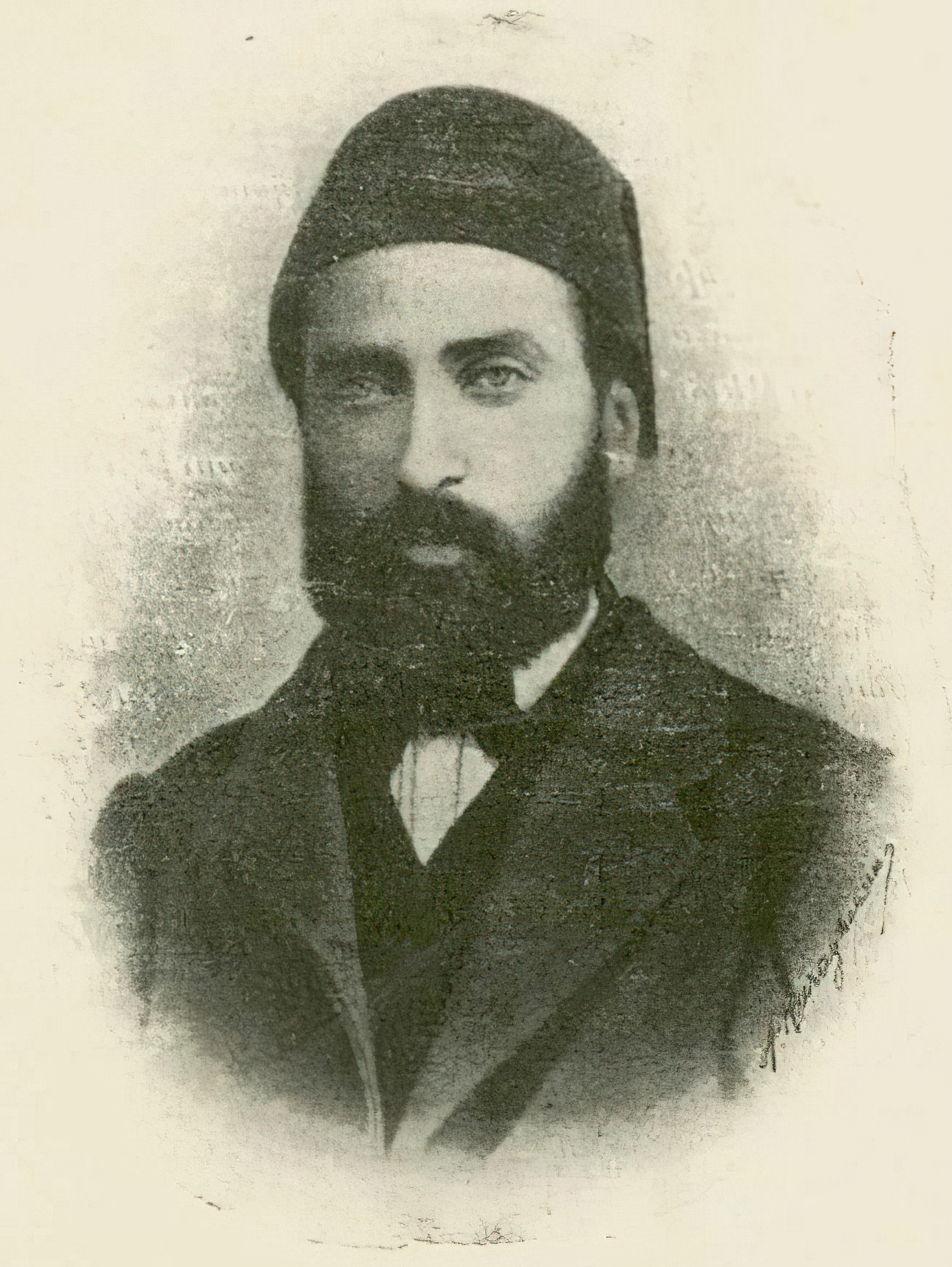
Yeghia Dndesian

Yeghia Dndesian (armenisch Եղիա Տնտեսեան, * 29. März 1834 in Istanbul, Osmanisches Reich; † 1881 ebenda) war ein armenischer Musiker und Musikreformer.
Yeghia Dndesian war ein wesentlicher Förderer des Scharagan-Musikstils und der Musiknotation in der Liturgie des armenischen Gottesdienstes. Er engagierte sich bei der Erforschung der mittelalterlichen armenischen Musik. Im April 1873 trat ein Komitee – bestehend aus Priestern, Geistlichen und Schriftgelehrten – in Istanbul zusammen, um Sharagan-Melodien zu sammeln, zu verbessern, neu zu komponieren und um die Bearbeitung mittels Notation zu bewirken. Dndesian wurde zusammen mit Nigoghos Tashjian und Aristakes Hovannesian (1812–1878) in dieses Komitee berufen. Nach umfangreichen Vorarbeiten veröffentlichte Dndesian im Jahre 1871 ein fünfbändiges Werk mit dem Titel Sharagan Tzainakryal (Die Sharagan-Notation).